# Buntentorsfriedhof

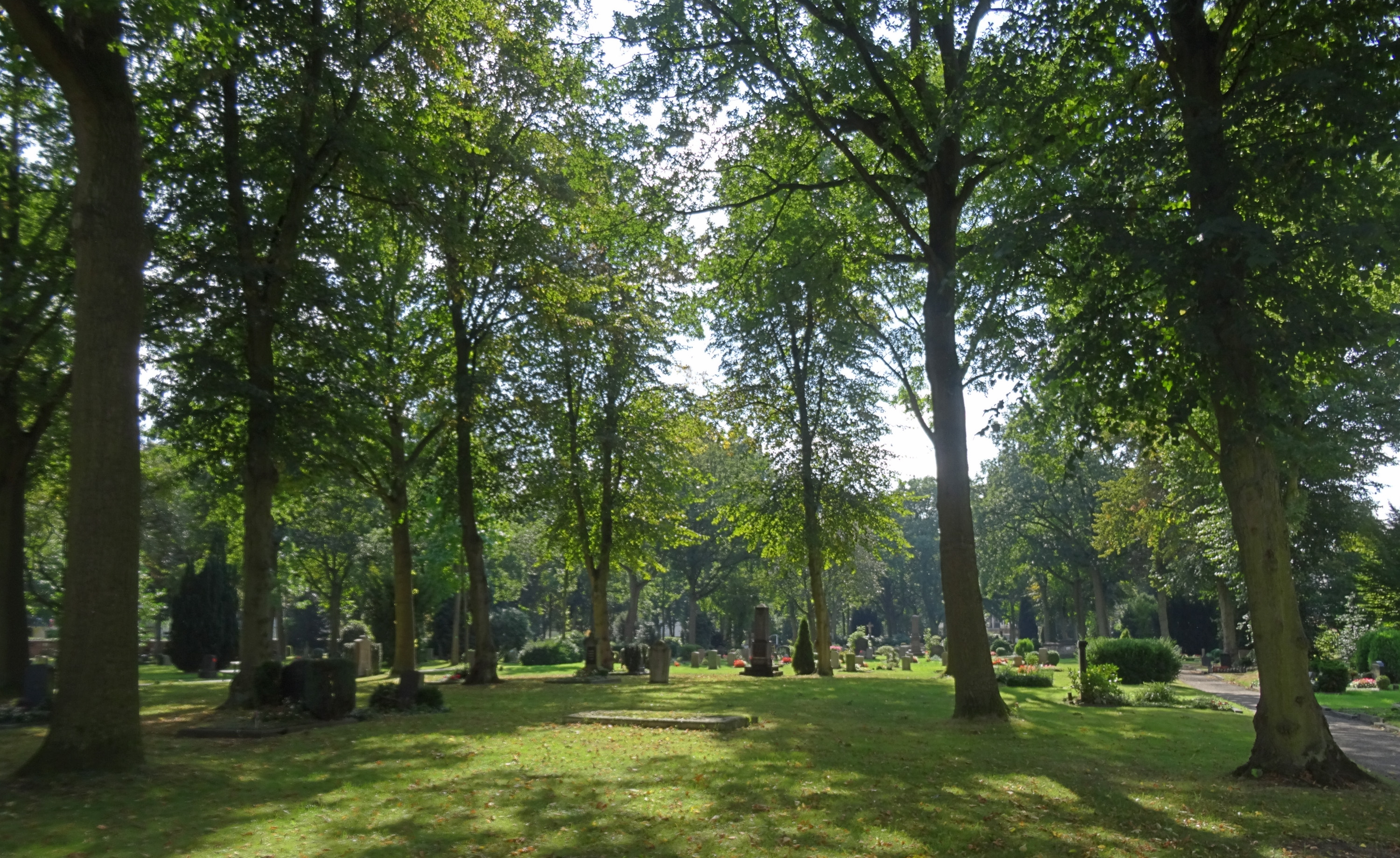
Buntentorsfriedhof

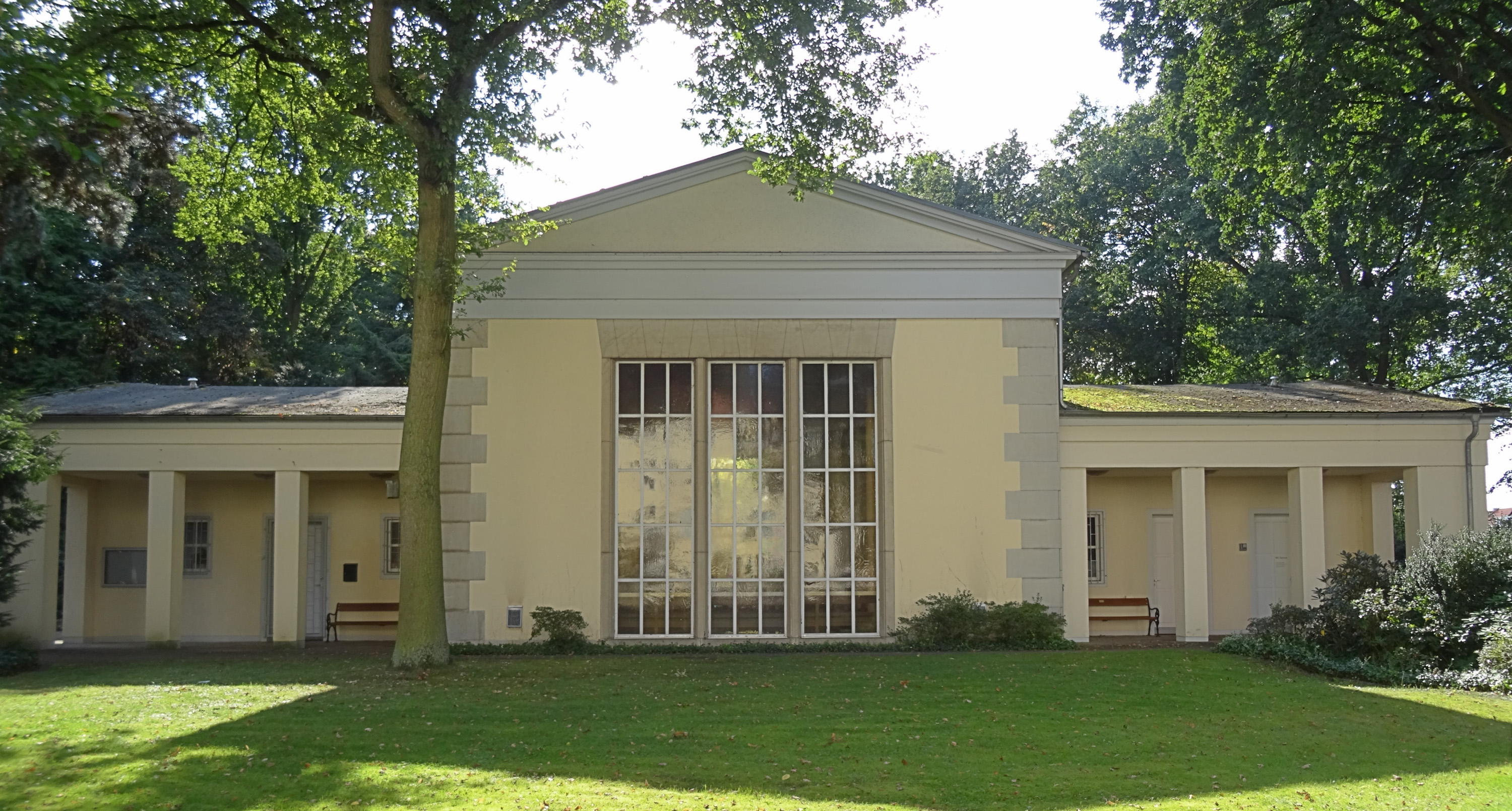
Trauerhalle

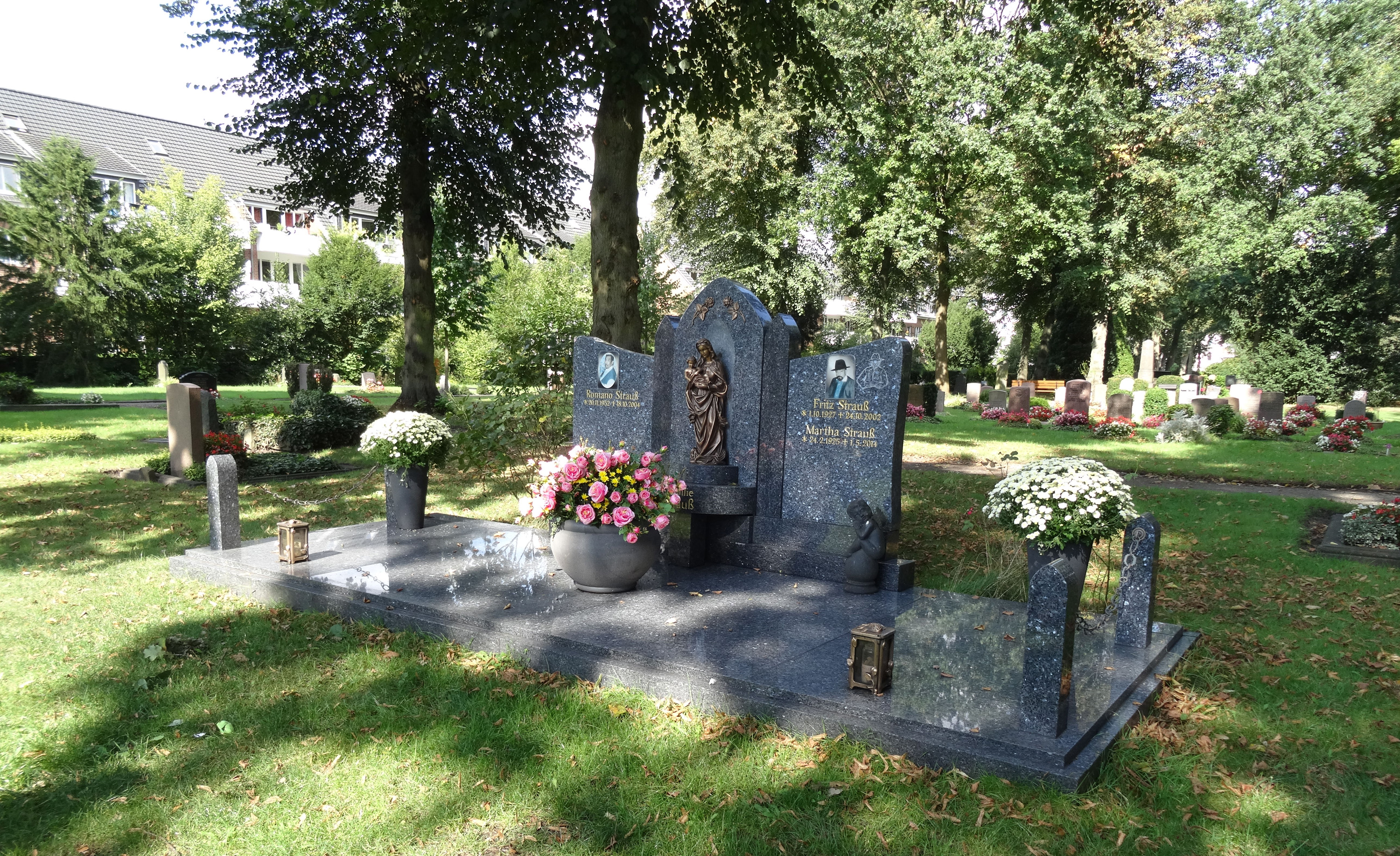
Grabstellen Roma-Sinti

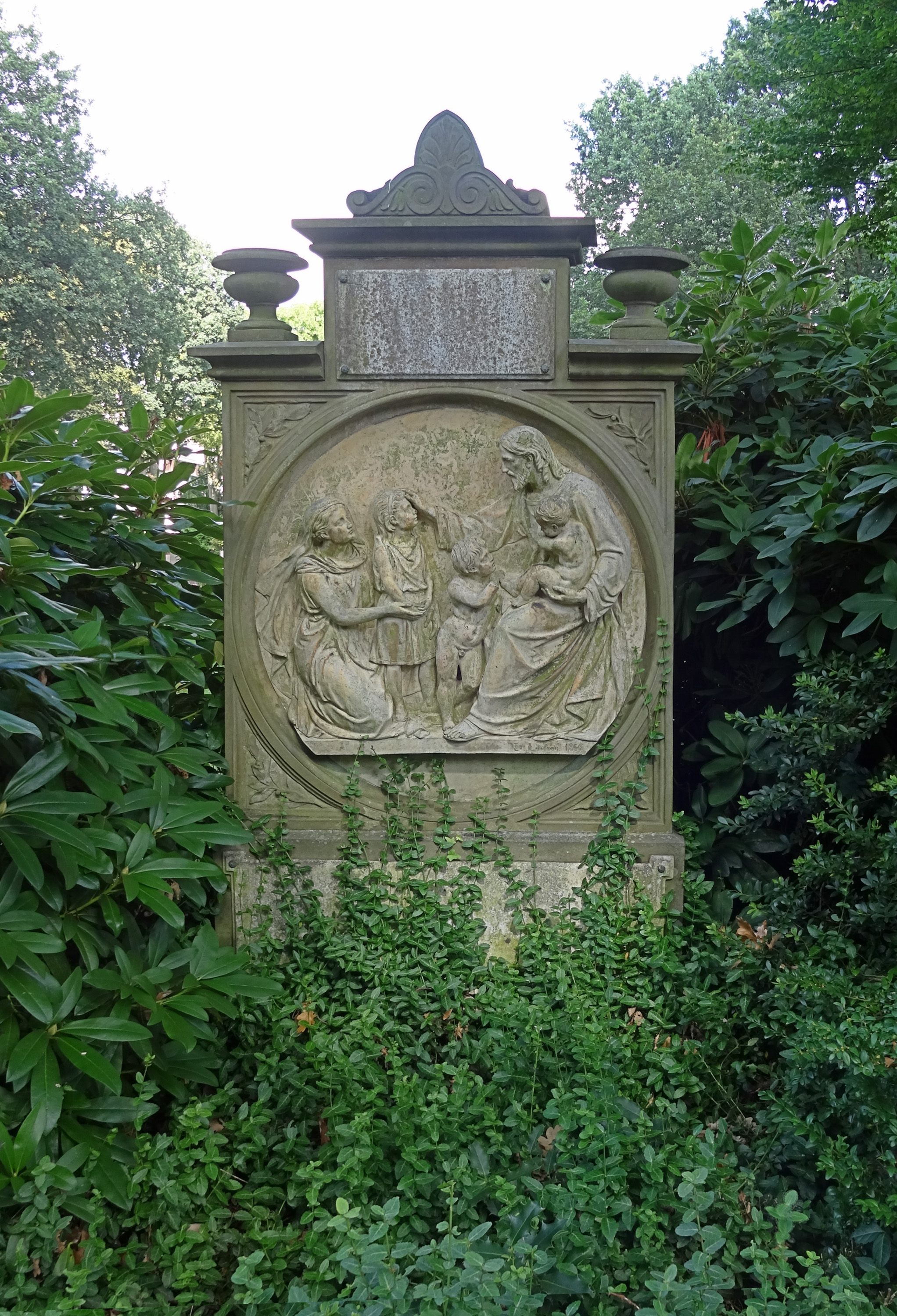
Grabstein

Der Buntentorsfriedhof befindet sich in Bremen, Stadtteil Neustadt, Ortsteil Buntentor, Buntentorsteinweg 65 bzw. Kornstraße und Möckernstraße. Er entstand 1822. Er steht seit 2016 unter Bremer Denkmalschutz, das Gitter zum Buntentorsteinweg schon seit 1938.

## Geschichte
Die städtische Entwicklung der Bremer Neustadt am linken Weserufer begann nach dem Ausbau der Bremer Stadtbefestigung im 17. Jahrhundert mit der Alten Neustadt. Im 18. Jahrhundert dehnte sich der Stadtteil in Richtung Süd-Osten aus. Ein Friedhof fehlte. Die Bürger der Neustadt gründeten die Neustädter Beerdigungs-Anstalt, um den Mangel an Bestattungsmöglichkeiten zu beseitigen.
Die Anstalt legte 1822 den Buntentorsfriedhof an. Damals lag er noch außerhalb der neuen Besiedlung der Neustadt. Er ist der älteste nicht-kirchliche Friedhof in Bremen. Seine innere Erschließung folgte einem rechtwinkligen Wegeraster mit drei Längswegen. Die anfänglich genossenschaftliche Organisationsform des Friedhofes war sehr selten in Deutschland. Bis 1938 wurde er mehrfach erweitert, vor allem nach Süden zur 1873 angelegten Kornstraße. Der Rasenfriedhof ist heute 3,2 Hektar groß und hat viele sehr alte Bäume. Die Begrenzungsmauer dient auch als Urnennischenmauer.
1939/41 wurde der Friedhof entschädigungslos durch die Stadt Bremen enteignet. Im Zweiten Weltkrieg wurden durch Bomben alle Hochbauten, so auch die 1871 erbaute Kapelle, einige Grabmonumente und die Begrenzungsmauer zum Buntentorsteinweg zerstört. Von 1949 bis 1952 erfolgten verschiedene Umbauten und 1950 der Neubau einer neoklassizistischen Kapelle am Eingang Buntentorsteinweg. Aufgrund der Bodenverhältnisse sind auf dem Friedhof Buntentor nur noch Urnenbeisetzungen möglich, wobei im nördlichen Teil des Friedhofs auf einem Gräberfeld der Sinti und Roma bis heute Särge in gemauerten Gewölben bestattet werden. Für die Opfer der Gasexplosion am Geschworenenweg von 2000 wurde ein Gedenkstein aufgestellt.

## Bekannte Gräber

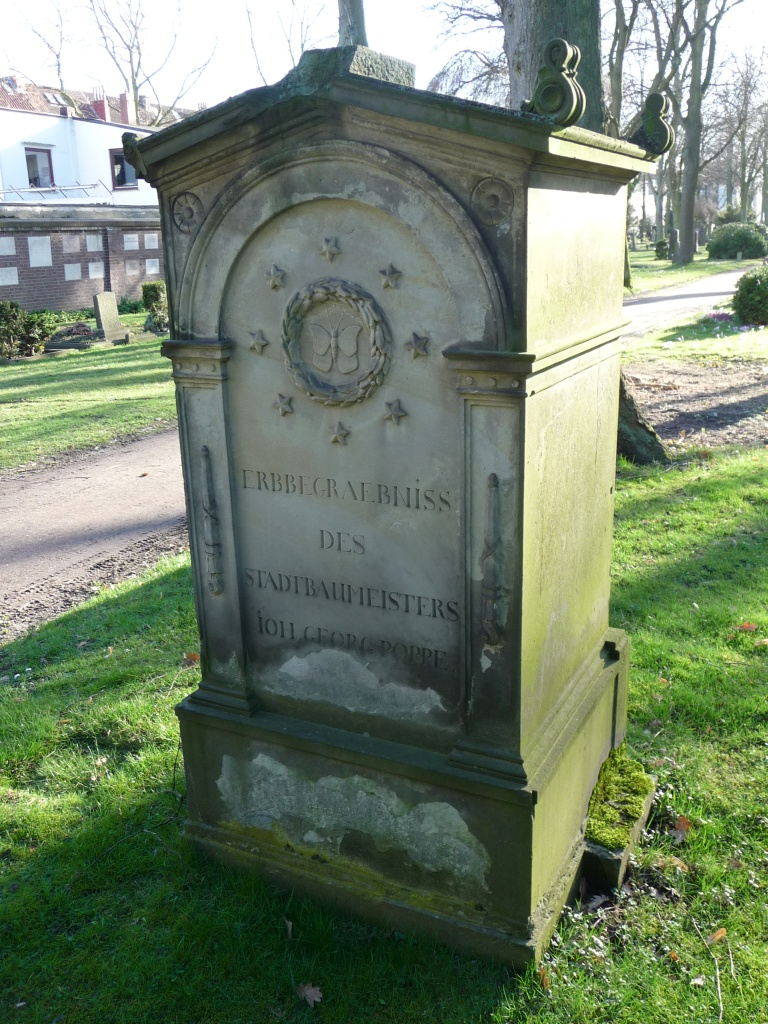
Johann Georg Poppe

- Johann Georg Poppe (1769–1826), Stadtbaumeister
- Johanna Lucie Henriette Flechtmann (1850–1921), Bremer Original und Markthändlerin; bekannt als Fisch-Luzie.
- Carl Stockhinger (1894–1951), Bürgerschaftsabgeordneter (SPD)
- Alfred Balcke (1894–1972), Senator (SPD)
- Grete Hermann (1901–1984), beigesetzt im Familiengrab Gerhard Hermann, Mathematikerin, Physikerin, Philosophin, Pädagogin und aktive Gegnerin des Nationalsozialismus
- Anneliese Leinemann (1923–2013), Bürgerschaftsabgeordnete (SPD)
- Grabmal für sechs in Bremen gestorbene französische Soldaten aus dem Deutsch-Französischen Krieg 1870/71 (Pendant dazu auf dem Osterholzer Friedhof)